# Santosh Ram
Santosh Ram ist ein indischer Filmregisseur, Autor und Produzent. Er ist weithin bekannt für seine Kurzfilme Vartul (2009), Galli (2015) und Prashna (2020), die auf verschiedenen Filmfestivals auf der ganzen Welt ausgezeichnet und gezeigt wurden. Sein erster Kurzfilm Vartul wurde auf über 56 Filmfestivals gezeigt und gewann dreizehn Preise. Prashna (Frage) 2020 wurde für die Filmfare  Kurz film preise 2020 nominiert. Santosh Ram gewann den Iris Award für besondere Erwähnung (Schreiben) für Prashna beim UNICEF Innocenti Film Festival 2021 in Florenz, Italien.

## Frühes Leben und Hintergrund
Ram wurde in Dongershelki, Distrikt Latur, Maharashtra, geboren. Ram wuchs in einer bürgerlichen Familie in Udgir, Maharashtra, Indien, auf. Ram wurde von der Kindheit beeinflusst, die er in der Region Marathwada verbrachte.

## Karriere
Santosh begann seine Karriere als Filmemacher 2009 mit dem Schreiben und Regieführen von Kurzfilmen. Seinen Debüt-Kurzfilm Vartul in Marathi-Sprache drehte er auf 35-mm-Film. Vartul (2009) wurde auf über 56 nationalen und internationalen Filmfestivals gezeigt, darunter auf dem 11. Osian's Cinefan Film Festival 2009 in Neu-Delhi.3. Internationales Dokumentar- und Kurzfilmfestival von Kerala, 2010, Indien, Third Eye 8. Asian Film Festival 2009, Mumbai und 17. Toronto Reel Asian International Film Festival 2013 (Kanada) mit dreizehn Preisen. Sein zweiter Kurzfilm Galli (2015) wurde auf 13 nationalen und internationalen Filmfestivals gezeigt. Sein neuester Film Prashna (2020) steht auf der Shortlist der Filmfare Short Film Awards 2020 und wurde offiziell für 36 Filmfestivals auf der ganzen Welt ausgewählt, wo er siebzehn Preise gewann.

## Filmographie
| Jahr | Film                               | Sprache        | Regie | Drehbuch | Hersteller | Anmerkungen                                                                          |
| ---- | ---------------------------------- | -------------- | ----- | -------- | ---------- | ------------------------------------------------------------------------------------ |
| 2009 | Vartul                             | Marathi        | Ja    | Ja       | NEIN       | Offizielle Auswahl bei 53 Filmfestivals, 14 Auszeichnungen gewonnen                  |
| 2015 | Galli                              | Marathi        | Ja    | Ja       | Ja         | Offizielle Auswahl bei dreizehn Filmfestivals                                        |
| 2020 | Prashna                            | Marathi        | Ja    | Ja       | NEIN       | Offizielle Auswahl bei vierunddreißig Filmfestivals Sechzehn Auszeichnungen gewonnen |
| 2023 | China Mobile                       | Marathi        | Ja    | Ja       | Ja         | Spielfilm                                                                            |
| 2024 | The Story of Yuvraj and Shahajahan | Marathi, Hindi | Ja    | Ja       | Ja         | Kurzfilm                                                                             |

## Auszeichnungen und Anerkennung
Vartul 2009
- Bester Film – 4. Internationales Kurzfilmfestival von Indien 2010, Chennai.
- Bester Film – 2. Internationales Filmfestival Nagpur 2011
- Bester Regisseur – Pune Short Film Festival 2011, Pune
- Bester Film – 6. Goa Marathi Film Festival 2013, Goa
- Bester Kinderfilm – Malabar Short Film Festival 2013
- Anerkennungspreis für herausragende Leistungen im Filmemachen – Kanyakumari International Film Festival 2013, Kanyakumari
- Besondere Erwähnung der Jury – Navi Mumbai International Film Festival 2014[14] , Navi Mumbai
- Bester Film – Barshi Short Film Festival 2014
- Bester Film – 1. Maharashtra Short Film Festival 2014
- Nominiert – Mahrashtra Times Awards 2010

Prashna 2020
1. Die besondere Erwähnung des Iris Award (Writing) beim UNICEF Innocenti Film Festival 2021 in Florenz, Italien.[15]
2. Nominierung – Bester Kurzfilm – Filmfare Awards 2020[16]
3. Bester Kurzfilm – 3. Vintage International Film Festival[17] , 2020
4. Bester Kurzfilm – 4. Anna Bhau Sathe International Film Festival, 2021
5. Bester sozialer Kurzfilm – Bettiah International Film Festival, 2020
6. Besondere lobende Erwähnung für den besten Kurzfilm – Sprouting Seed International Short Film Festival, 2020
7. Bester Regisseur – 4. Anna Bhau Sathe International Film Festival, 2021
8. Bestes Drehbuch – 4. Anna Bhau Sathe International Film Festival, 2021
9. Besondere Erwähnung für den besten Kurzspielfilm – 14. SiGNS Kurz- und Dokumentarfilmfestival[18], 2021
10. Bester Kurzfilm – 6. Bengalisches Internationales Kurzfilmfestival[19] , 2021
11. Sonderpreis der Jury – 9. Smita Patil Dokumentar- und Kurzfilmfestival, Pune.
12. Beste Geschichte – Ma Ta Short Film Festival 2022. , Mumbai
13. Diplom des internationalen Kurzspielfilmwettbewerbs „Für die Entwicklung der Bildung in abgelegenen Gebieten“.[20]